# Charaxes rosella
Charaxes rosella är en fjärilsart som beskrevs av Van Someren 1969. Charaxes rosella ingår i släktet Charaxes och familjen praktfjärilar. Inga underarter finns listade i Catalogue of Life.